# Mokrá Lhota (Nové Hrady)
Mokrá Lhota (německy Mokra Lhota) je malá vesnice, část obce Nové Hrady v okrese Ústí nad Orlicí. Nachází se asi jeden kilometr severozápadně od Nových Hradů. Prochází zde silnice II/357. Mokrá Lhota je také název katastrálního území o rozloze 2,21 km². V katastrálním území Mokrá Lhota leží i Rybníček.

## Historie
První písemná zmínka o Mokré Lhotě pochází z roku 1559, kdy vesnice patřila k novohradskému panství.

## Galerie

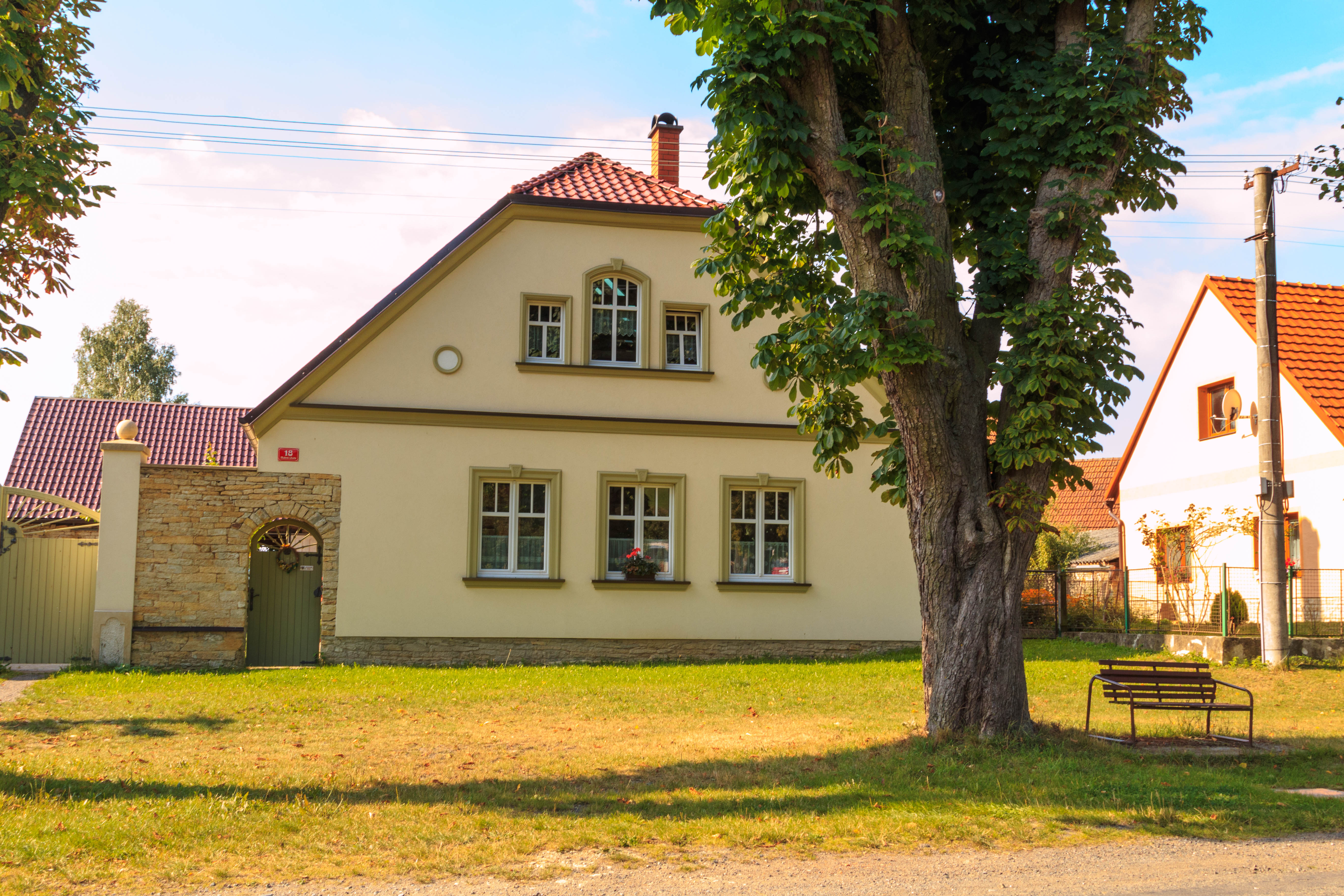
Dům čp. 18
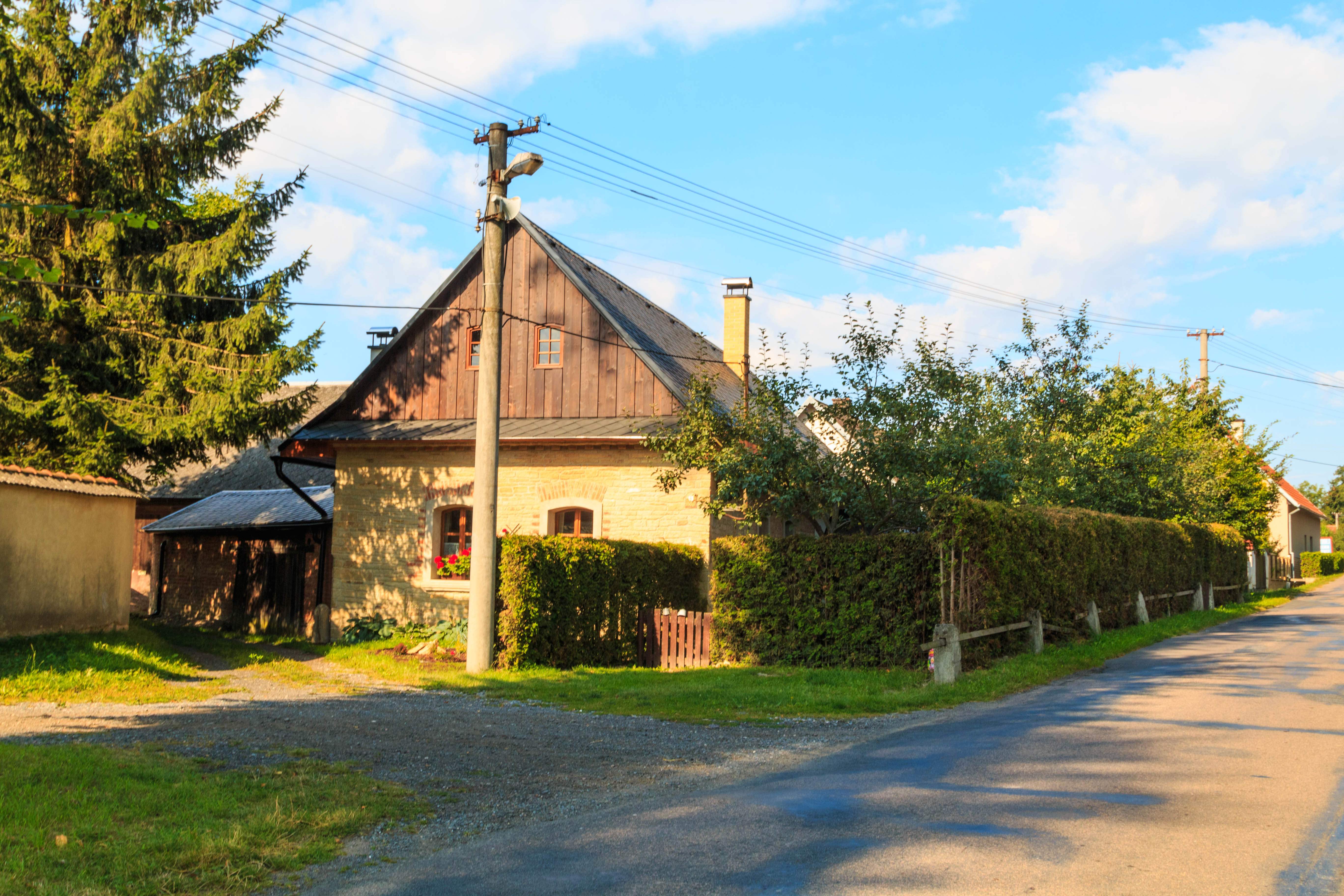
Dům čp. 13
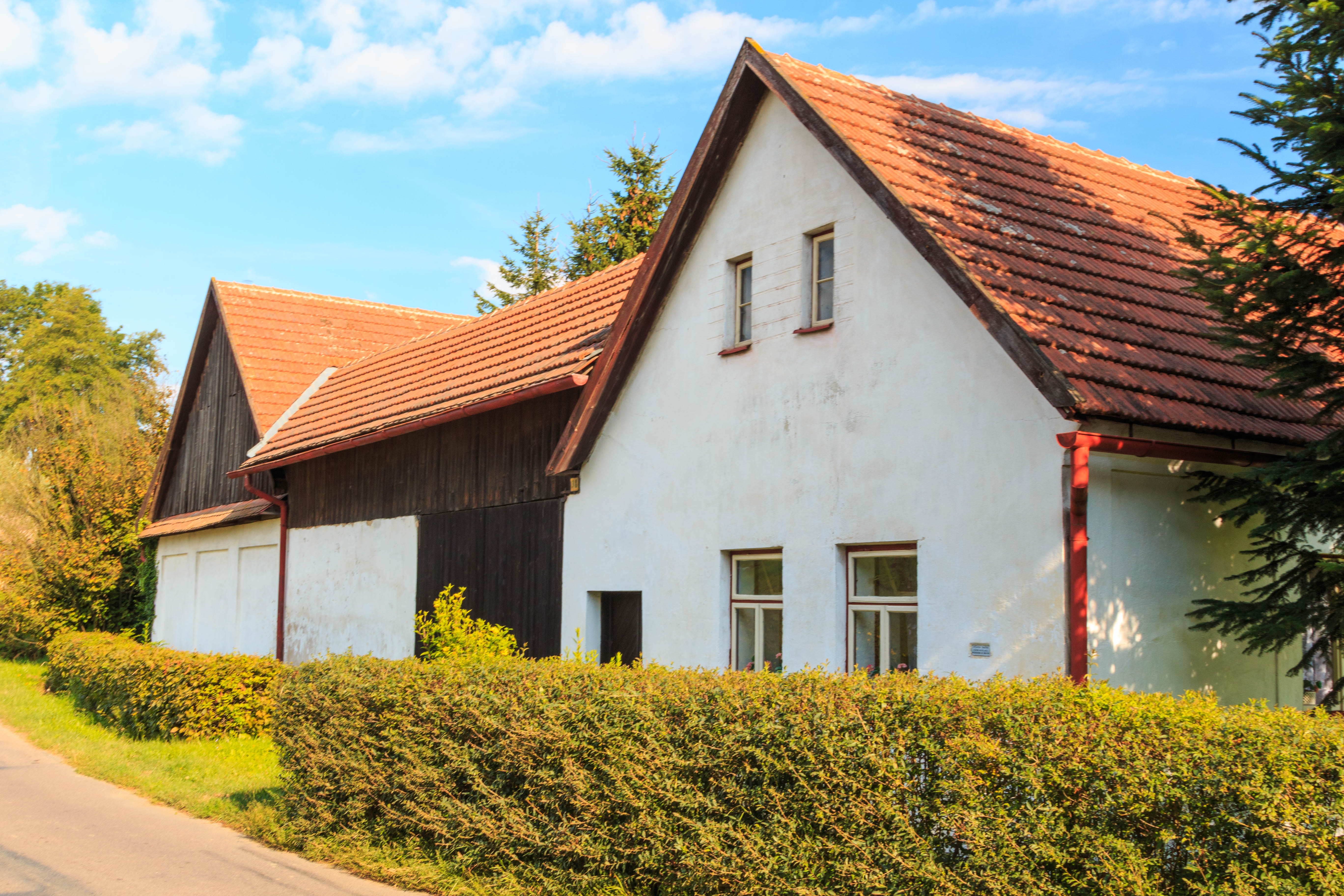
Dům čp. 38
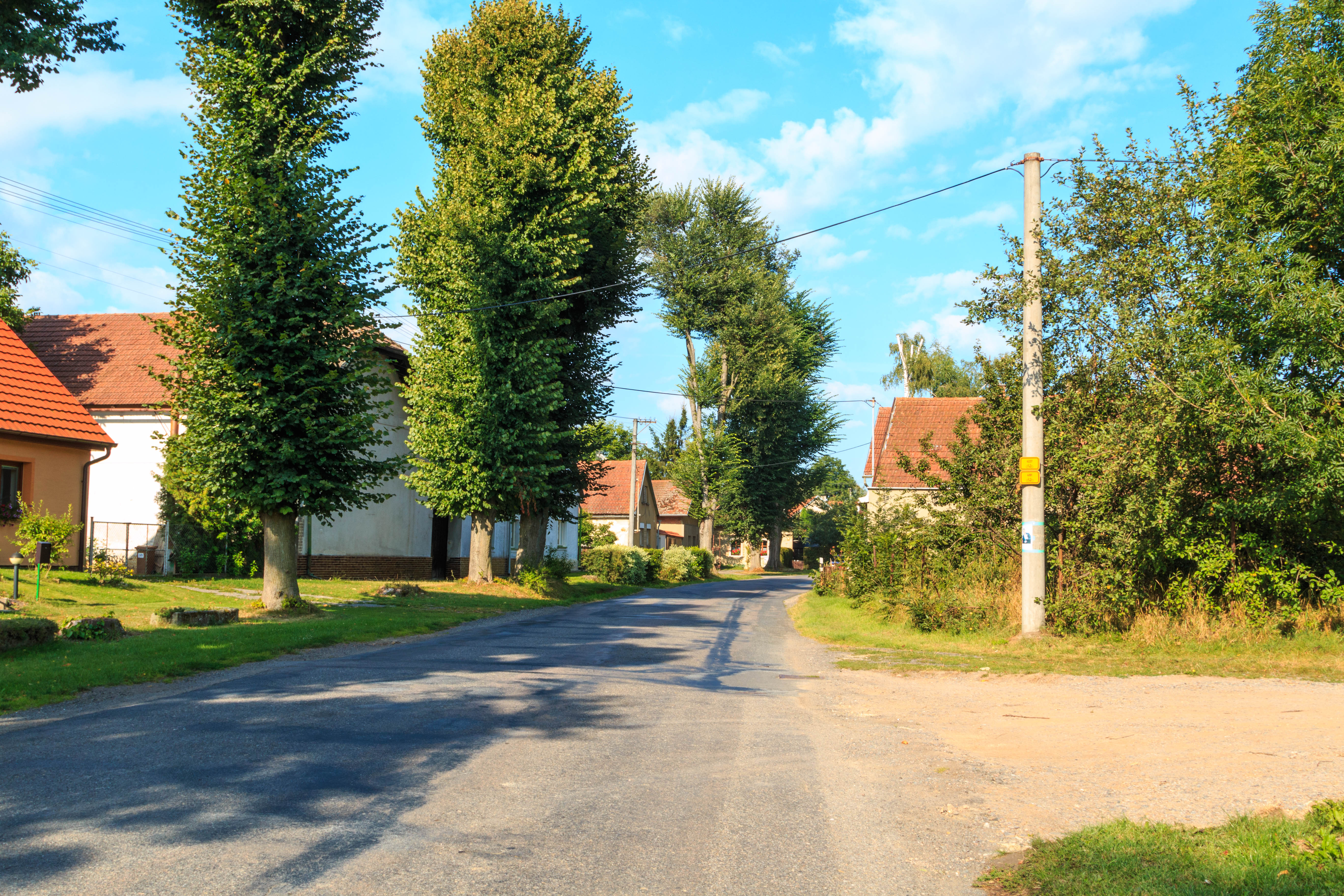
Mokrá Lhota u Nových Hradů